# Dom van Bautzen
De Sint-Petrusdom is een interkerkelijk kerkgebouw in de Saksische plaats Bautzen. Het is een van de oudste en grootste simultaankerken in Duitsland. Gelegen in het centrum van de historische stad aan de Fleischmarkt tegenover het raadhuis vormt het godshuis bovendien een belangrijke toeristische trekpleister van de stad.

## Bouw en geschiedenis
De eerste kerk werd rond het jaar 1000 gebouwd. Omstreeks 1217-1218 volgde de stichting van een collegiaal stift. Het koor van de nieuwbouw werd op 24 juni 1221 plechtig ingewijd. Van deze bouw bleef o.a. het westelijk portaal bewaard. In 1430 kreeg de dom het huidige aanzien. In de jaren 1456-1463 werd de laatgotische hallenkerk met een vierde beuk op het zuiden vergroot. Na de grote stadsbrand van 1634 volgde de herinrichting van de kerk in barokke stijl. De barokke spits van de toren dateert uit 1664.
Het kerkgebouw werd in de loop van de geschiedenis herhaaldelijk gerestaureerd, voor het laatst in 1987. Enkele jaren geleden werd de gevel van de dom opnieuw gestuct en geschilderd.
Na de reformatie werd de dom in 1524 de facto een simultaankerk. Het was daarmee de eerste simultaankerk van Duitsland. Na lang touwtrekken tussen lutheranen en katholieken sloten de stadsraad en het stift in 1543 een verdrag, dat het gebruik van de kerk door beide denominaties regelde. Het koor werd toegewezen aan de katholieken; het kerkschip aan de protestanten. De grens in de kerk werd gevormd door het koorhek. In de 16e eeuw volgden meer overeenkomsten, o.a. over de andere bezittingen van het stift. Tijdens de Boheemse Opstand (1618-1620) werd het katholieke kapittel tijdelijk uit de dom gezet.
Paus Benedictus XV richtte in 1921 het bisdom Meißen op met de zetel in Bautzen. Sinds de verplaatsing van de bisschopszetel naar Dresden in 1980 is de domkerk van Bautzen een co-kathedraal van het bisdom Dresden-Meißen.

## Architectuur

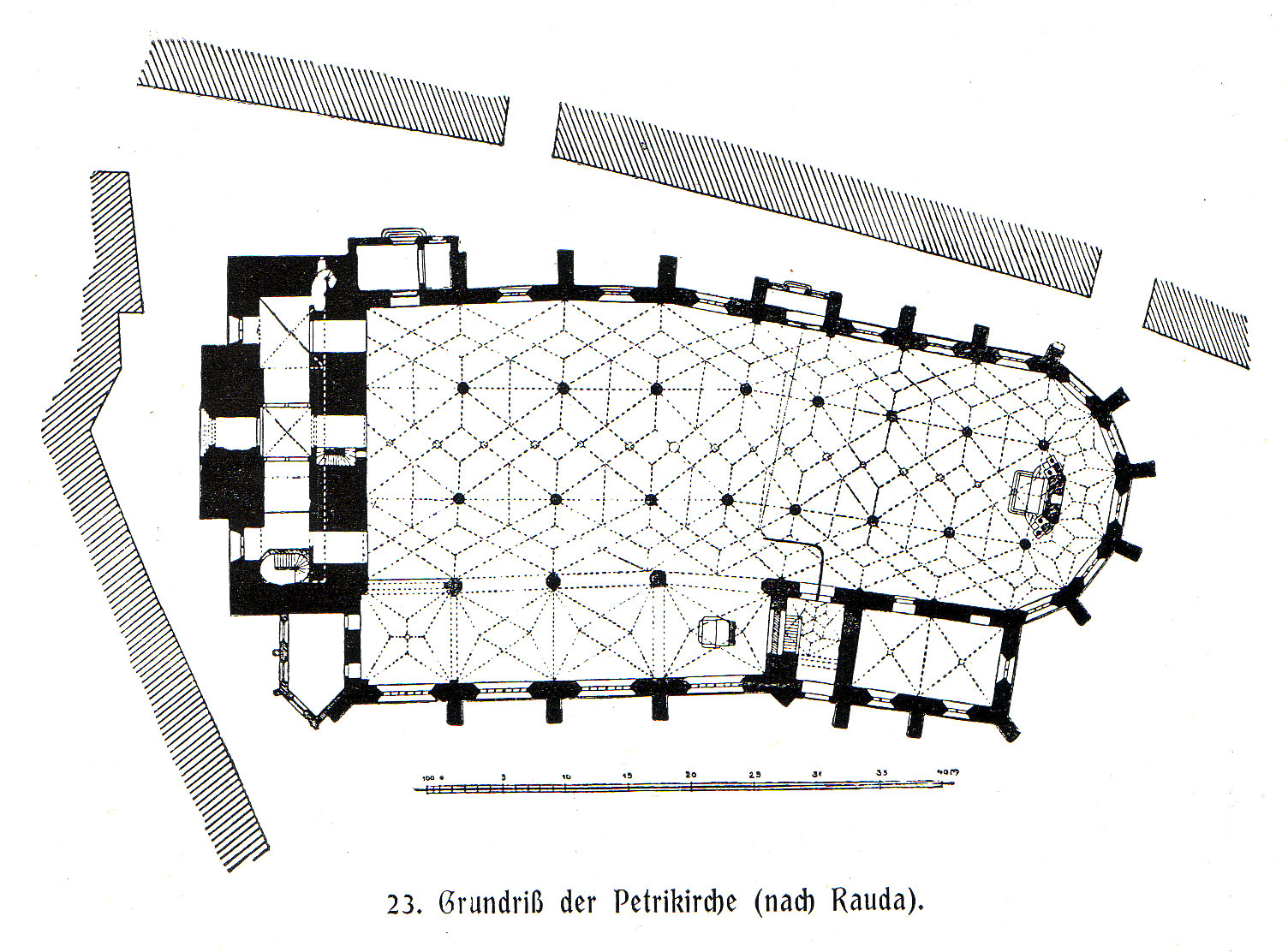
Plattegrond van de kerk

Opvallend aan het kerkgebouw is de sterke knik in het schip. Voor deze knik zijn meerdere verklaringen waarvan geen enkele zekerheid biedt. Een van de meest voor de hand liggende verklaringen zou zijn dat de dom in het begin op de fundamenten van een andere kerk werd gebouwd en men zich bij de vergroting van de kerk vervolgens op de omliggende bebouwing oriënteerde. Daarnaast werd bovendien een tweede, niet gerealiseerde, kerktoren gepland. De kerk vertegenwoordigd een mix van verschillende bouwstijlen, het meest nadrukkelijk zijn echter de gotiek en barok aanwezig. De vroege kerk was geheel een gotisch bouwwerk, maar het is sindsdien sterk veranderd. Tegenwoordig zijn slechts delen van de kerk oorspronkelijk gotisch. De barokke bekroning op de toren is een toevoeging uit 1664.

## Interieur
In het katholieke deel van de dom zijn vooral het hoogaltaar uit 1713 en het crucifix van Balthasar Permoser (1713) van kunsthistorisch belang. Van het protestantse deel zijn het Avondmaalsaltaar uit 1640 en de vorstenloge uit 1674 vermeldenswaardig.

## Orgels
Beide denominaties hebben elk een eigen orgel, die wat klank betreft op elkaar zijn afgestemd. Het protestantse deel heeft een van de grootste orgels van de orgelbouwer Eule uit Bautzen. Het instrument werd in 1910 gebouwd. De katholieken hebben een iets kleiner orgel van de firma Kohl uit Bautzen.

## Afbeeldingen

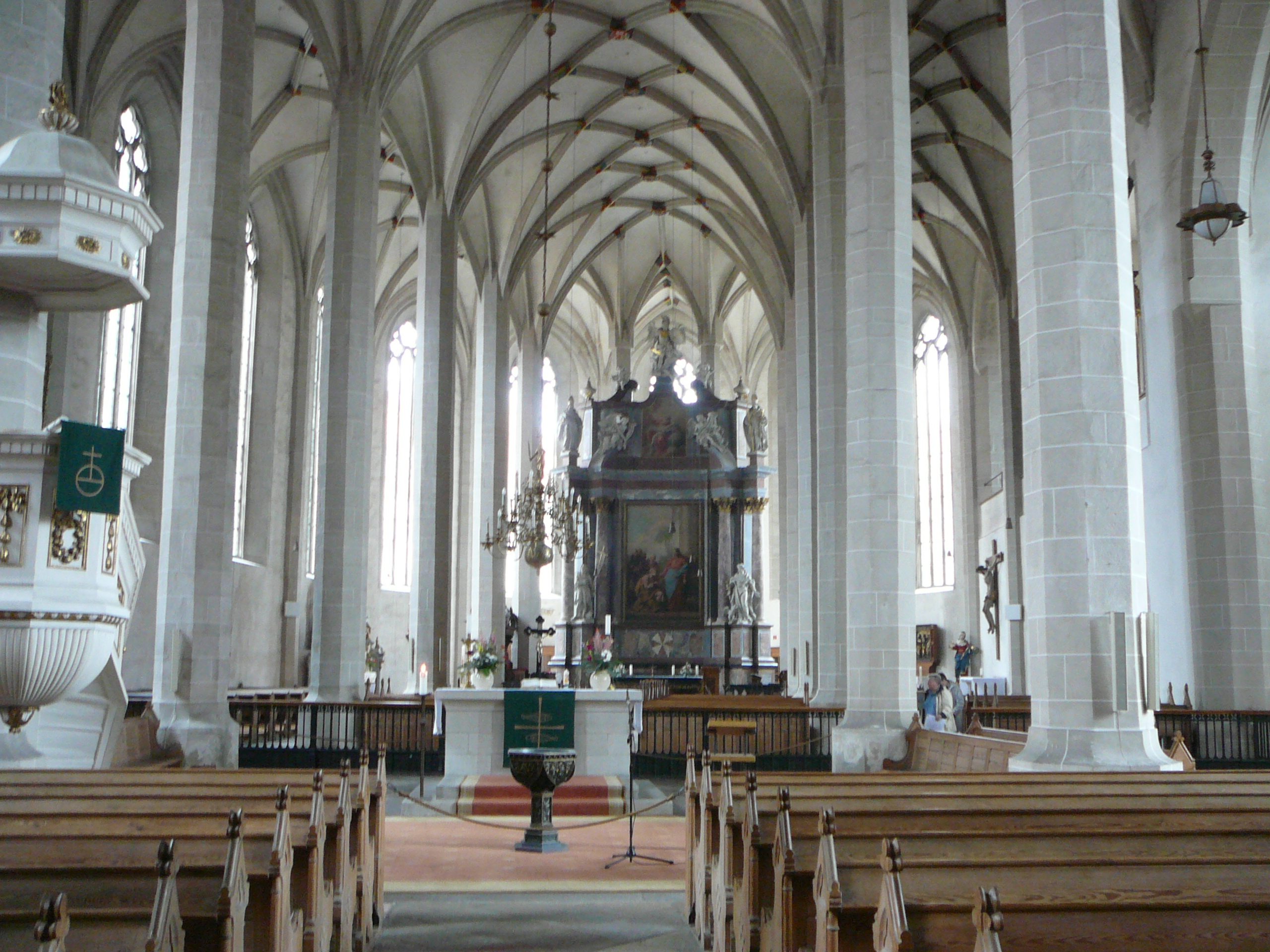
Interieur
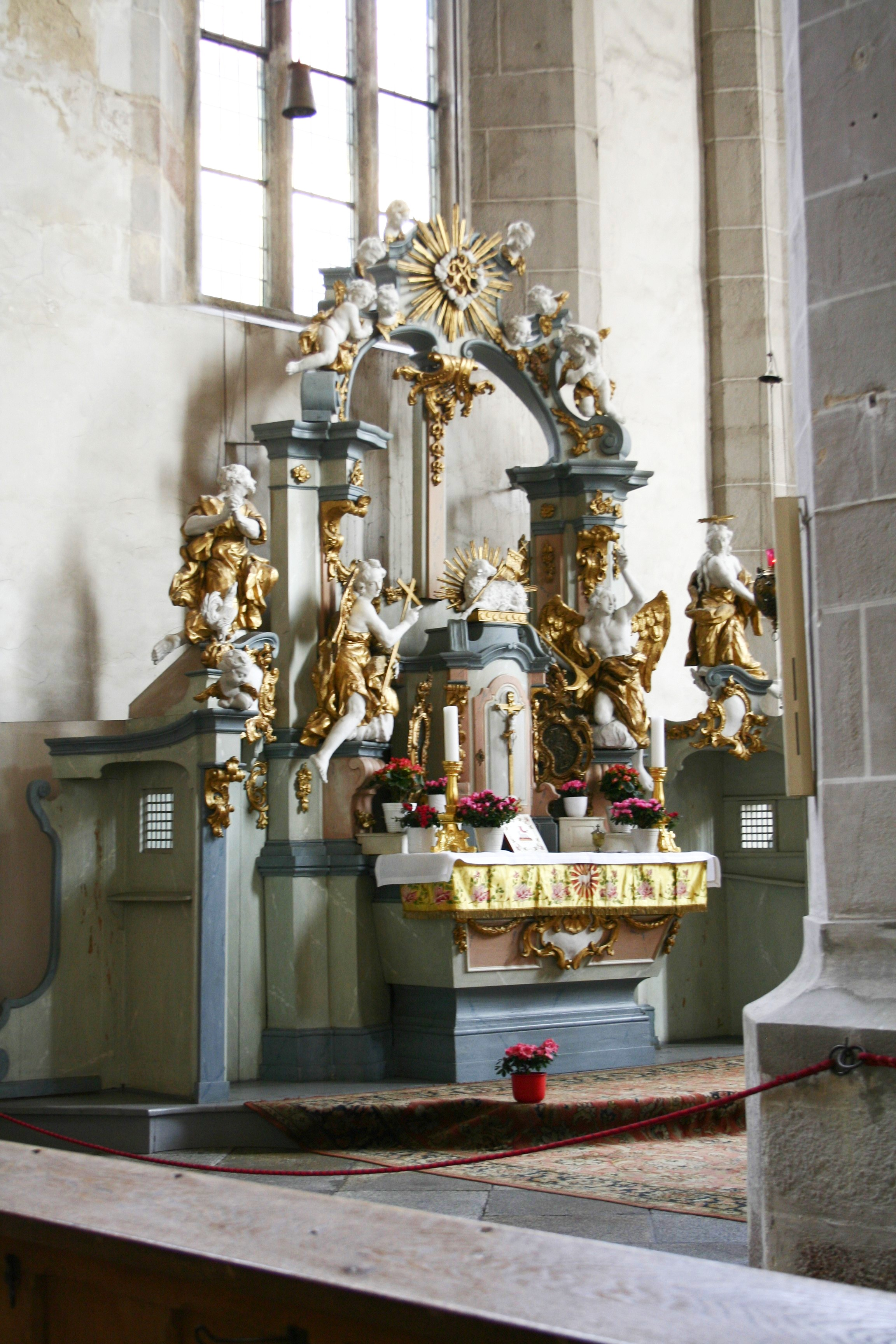
Altaar in de katholieke sacristie
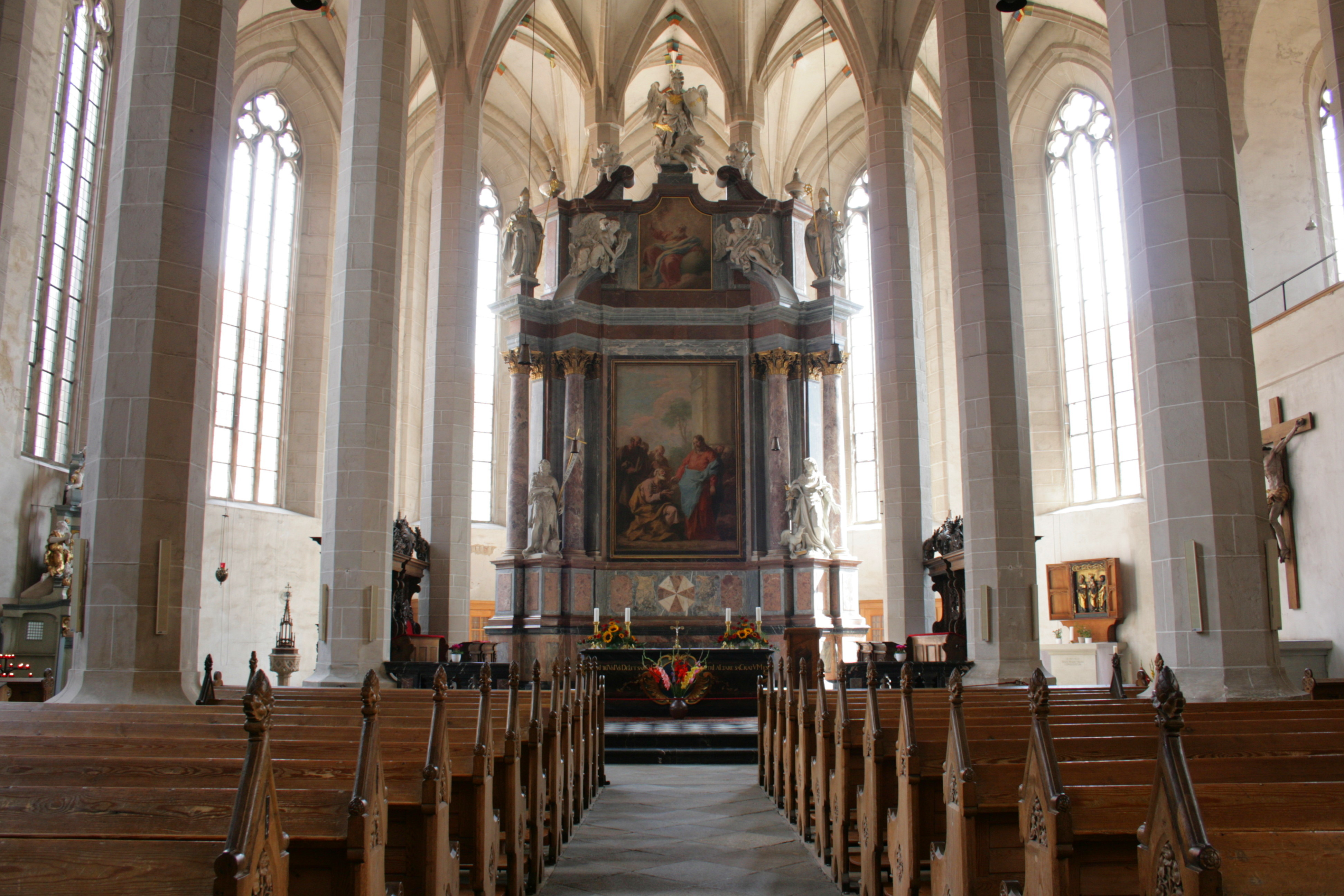
Katholiek hoogaltaar
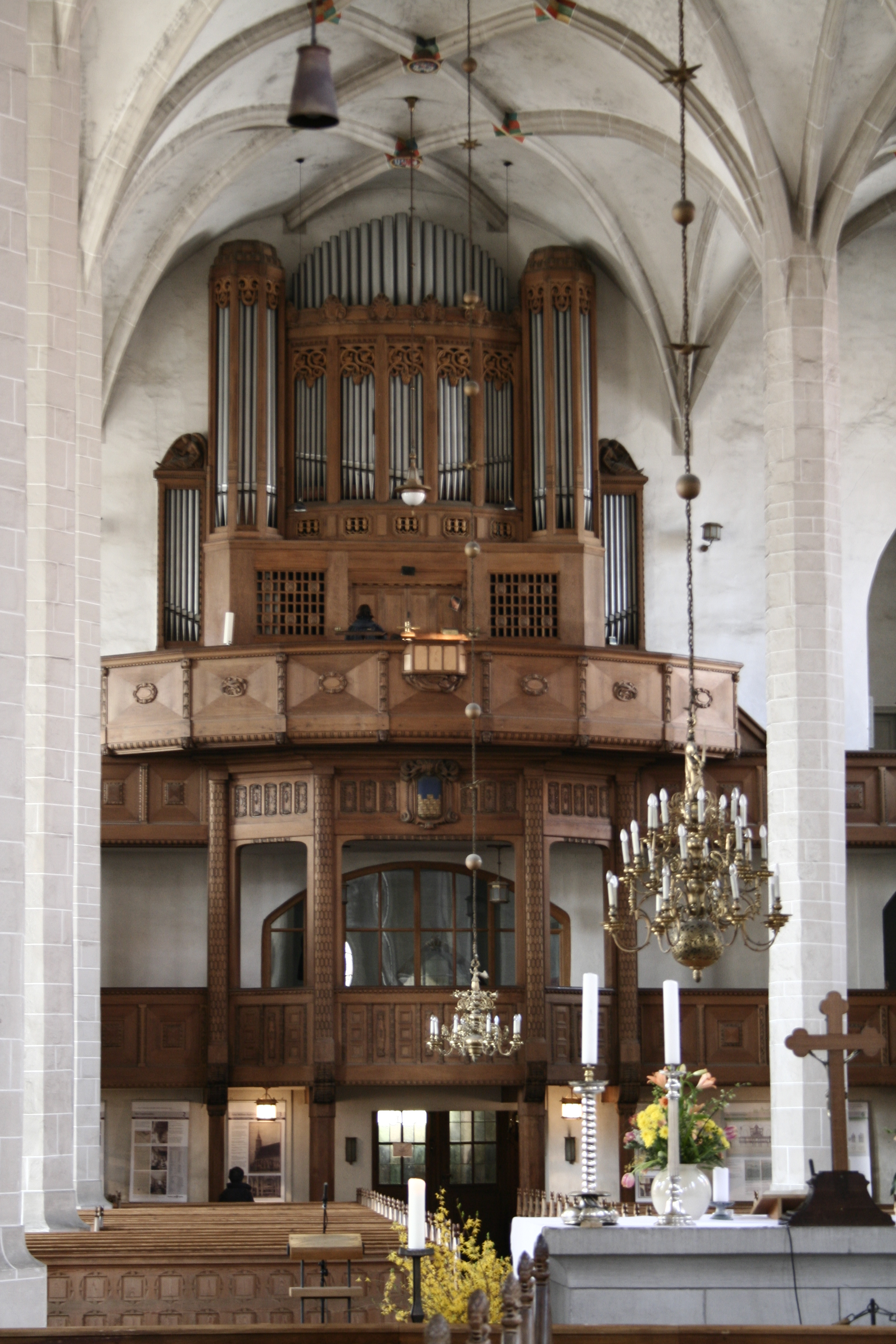
Protestants orgel
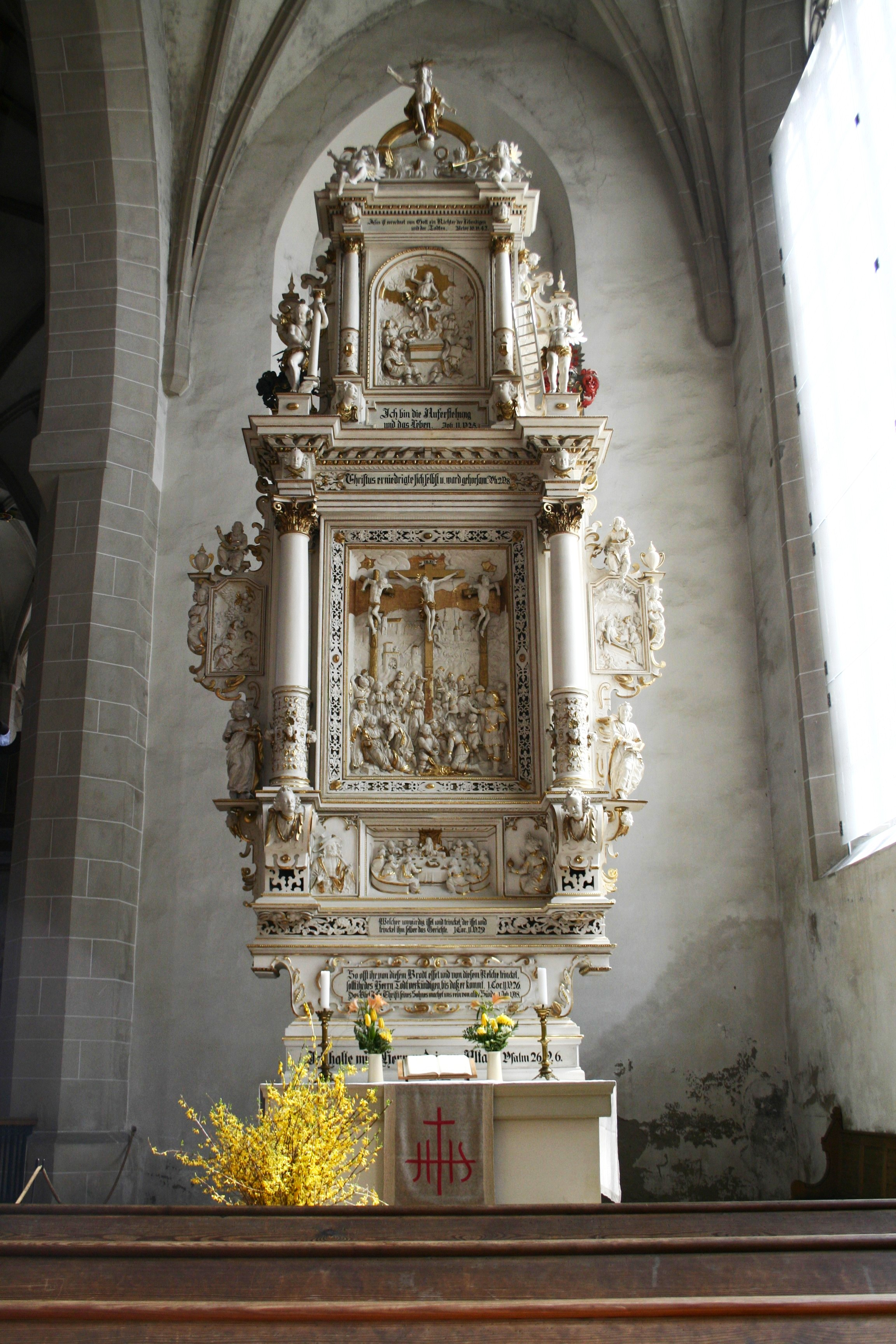
Protestants hoogaltaar
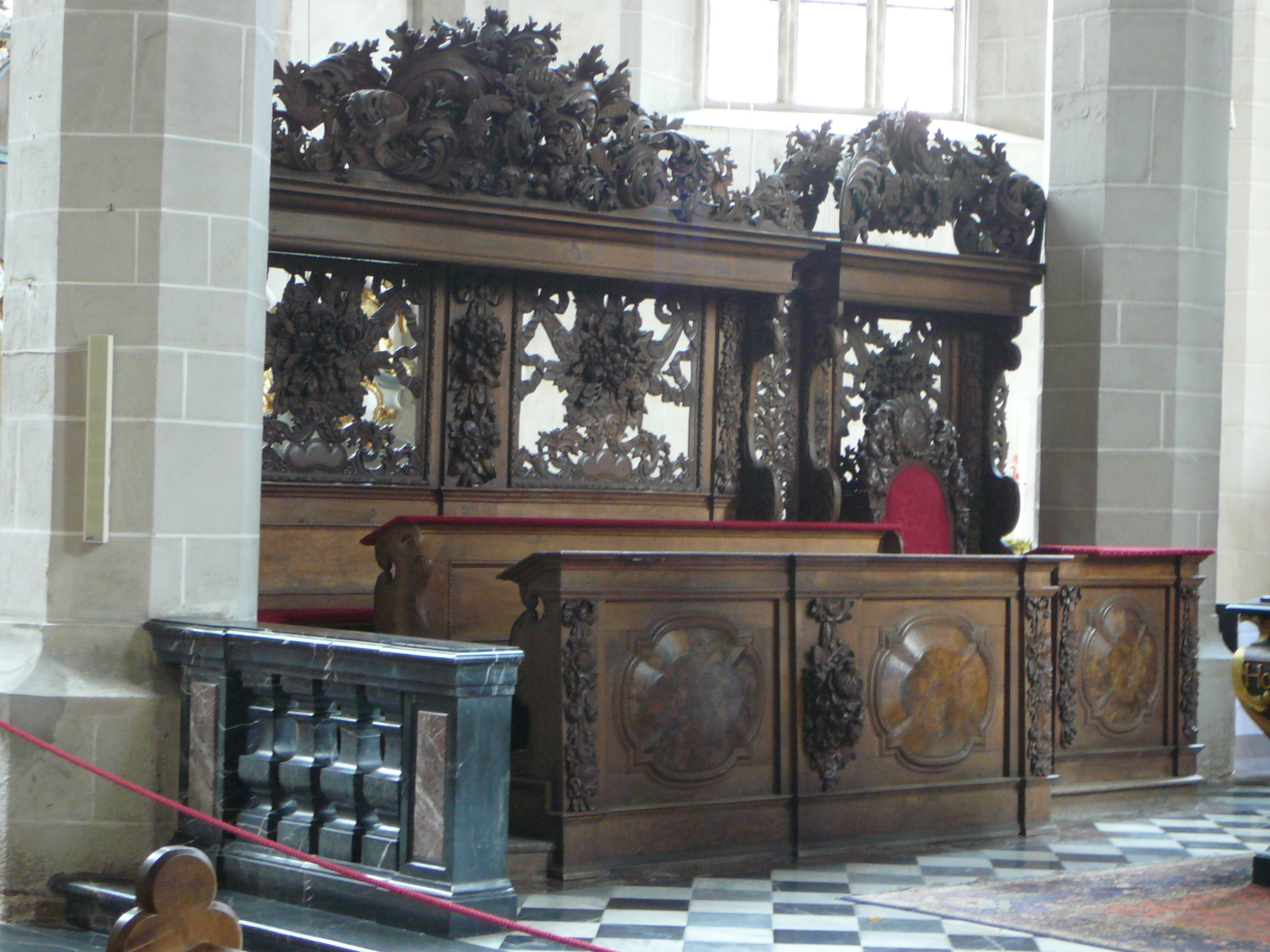
Pronkgestoelte